# دایفن
دایفن (به هلندی: Duiven) یک شهرستان در هلند است که در خلدرلاند واقع شده‌است. دایفن ۱۰ متر بالاتر از سطح دریا واقع شده‌است.
واژه هلندی دایفن به معنی کبوتران است.

## خواهرخوانده
شهر کلفه خواهرخواندهٔ دایفن هست.